# Яунциемс (Рига)

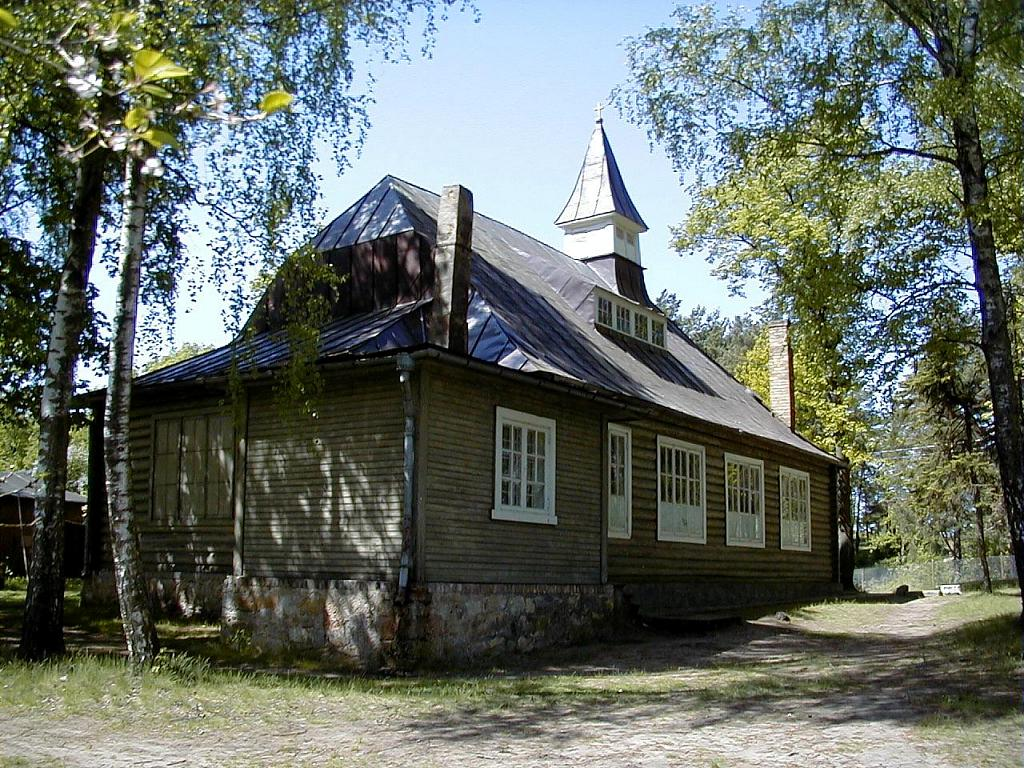
Лютеранская церковь в Яунциемсе

Я́унциемс (латыш. Jaunciems, дословно «Новое село») — небольшой микрорайон, расположенный в северо-восточной части города Риги.
Находится на северо-восточном берегу озера Кишезерс, окружён лесами. Граничит с районами Сужи и Трисциемс, а также с Гаркалнским краем.
Застройка преимущественно частная, однако есть 2-3- и 5-этажные дома. Насчитывается около 20 улиц. В микрорайоне расположены два завода (ныне закрытых), имеется своя средняя школа, пожарная станция, лютеранская церковь, большое кладбище.
Из магазинов в районе имеется только Maxima X и несколько киосков.
Автобусные маршруты: 11, 29. 